# Federico Nadi Terrade

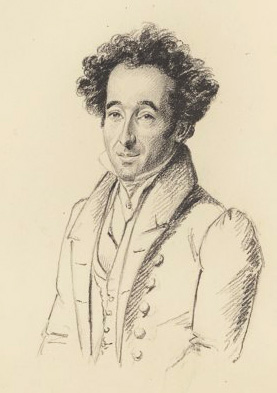
Federico Nadi Terrade. Teckning av Maria Röhl (1834)

Federico Nadi Terrade, född 1740, död 1824, italiensk balettdansare, balettmästare på Kungliga Baletten i Stockholm 1804-1806. 

## Biografi
Barn till dansarna Antonio Terrade och Anna Conti Nadi, utbildades han av Gasparo Angiolini och Jean-Georges Noverre. Efter att ha framträtt i Dresden, Rom och Turin, kom han till svenska baletten 1795. Han blev balettmästare 1804 och efterträddes av Filippo Taglioni 1806. Dansmästare vid Karlberg 1816. Magasinförvaltare 1812.
Gift 1789 med Elisabeth Lovisa Schneijtz (f, 1767, död 1851, vid k. baletten 1788-1818, som figurant från 1806, tidigare gift med hovdansmästare Charles Sagnier).
Enligt gravkorset på kyrkogården vid Åkers kyrka, Åkers Styckebruk, Södermanland: ”Här Hvilar Ballett-Mästaren vid Kongl:Theatern Fredric Anton Maria Nadi Terrade Född i Bologna D:23.Dec:1752.Död i Stockholm D:22.Sept:1835.”

## Baletter
- Anakreon på Samos.[1]